# Die Grätenkinder
Die Grätenkinder waren eine Band aus dem niedersächsischen Harxbüttel bei Braunschweig.

## Bandgeschichte
Der Name „Die Grätenkinder“ fiel Anne Baumgarten bereits vor der eigentlichen Gründung ein. Ihren Musikstil bezeichnet die Band selbst als „Schnarrrock“, der verwandt mit Beat, Indierock, Punkrock und der „Hamburger Schule“ sei.
Nach der Gründung im Jahr 1996 wurde Anfang 1998 gemeinsam mit dem späteren Mitglied Christian Heine („Tchi“) das erste Demotape ... und ihr denkt es doch! aufgenommen. Während der Aufnahmen zum zweiten Demo agiert schlauer! entstand das bandnahe Musiklabel Omnidor, auf dem 2001 das erste reguläre Album Ich hätte lieber etwas gern. erschien.
2004 wurde das zweite und letzte Album -serviervorschlag- – wie zuvor schon die Single Wo du wohnst (2003) – bei Tumbleweed Records veröffentlicht.
2007 löste die Band sich auf, weil es zunehmend schwieriger geworden war, live zu spielen und auf Tour zu gehen. Am 20. Juli 2007 fand in Braunschweig ein Abschiedskonzert statt.
Zwischen 1996 und 2007 spielten sie mehr als 130 Konzerte in Deutschland und Österreich.

## Diskografie

### Alben
- Ich hätte lieber etwas gern. (CD, 2001, Omnidor)
- -serviervorschlag- (CD, 2004, Tumbleweed Records / Broken Silence)

### Singles
- Wo du wohnst (CD, 2003, Omnidor / Tumbleweed Records)

### Demos
- ... und ihr denkt es doch! (MC, 1998)
- agiert schlauer! (CD-R, 2000, Omnidor)

### Samplerbeiträge
- Fresse auf dem Sampler Plastic Bomb Nr. 35 (CD, 2001)
- Fresse auf dem Sampler Most Wanted 3 (CD, 2002)
- Today's View From The Maintower auf dem Sampler Rhythmus ist Trumpf (CD, 2003, Kontraphon)
- So viele Treppen, so viele Häuser auf dem Sampler Der Fisch zeigt Zähne (CD, 2003)
- Karlchen auf dem Sampler Plastic Bomb Nr. 49 (CD, 2004)
- Kein Would im If-Satz auf dem Sampler Aufnahmezustand 4 (CD, 2005, Zyx)
- Auf den Feldern vor unserer Stadt auf dem Sampler Stromundgitarre (CD, 2006, popappeal)

## Pressestimmen
- Interview mit gaesteliste.de
- Plattenkritik „-serviervorschlag-“ in der „Visions“ Nr. 140
- Kurzkritik „-serviervorschlag-“ aus dem „Rolling Stone“ 11/04
- Plattenkritik „-serviervorschlag-“ aus der „Intro“ #121
- Plattenkritik „-serviervorschlag-“ auf gaesteliste.de
- Plattenkritik „-serviervorschlag-“ auf sweetjanemusic.com
- Plattenkritik „-serviervorschlag-“ auf skug.at
- Plattenkritik „-serviervorschlag-“ aus dem „OX-Fanzine“ #57
- Plattenkritik „Ich hätte lieber etwas gern.“ aus dem „OX-Fanzine“ #45
- Plattenkritik „Wo du wohnst“ aus dem „OX-Fanzine“ #56